# Olbia Challenger 1996
L'Olbia Challenger 1996 è stato un torneo di tennis facente parte della categoria ATP Challenger Series nell'ambito dell'ATP Challenger Series 1996. Il torneo si è giocato a Olbia in Italia dal 9 al 15 settembre 1996 su campi in cemento.

## Vincitori

### Singolare
Omar Camporese ha battuto in finale  Marzio Martelli con il punteggio di 4–6, 6–4, 6–3

### Doppio
Nicola Bruno /  Stéphane Simian hanno battuto in finale  Geoff Grant /  Maurice Ruah con il punteggio di 7–5, 6–4